# Fiddler Supreme
Fiddler Supreme är ett musikalbum från 1989 av Svend Asmussen Quartet.

## Låtlista
1. Limehouse Blues (Philip Braham/Douglas Furber) – 2'51
2. There Will Never be Another You (Harry Warren/Mack Gordon) – 6'03
3. I've Got Rhythm (George Gershwin/Ira Gershwin) – 4'07
4. I Concentrate on You (Cole Porter) – 3'32
5. Pent Up House (Sonny Rollins) – 4'35
6. Trubbel (Olle Adolphson) – 4'14
7. Pacos Delight (Ulf Wakenius) – 4'48
8. Once Upon a Summertime (Michel Legrand) – 4'26
9. Oleo (Sonny Rollins) – 3'45
10. In a Sentimental Mood (Duke Ellington) – 6'19
11. Desperado (Svend Asmussen) – 4'00
12. June Night (Abel Baer/Cliff Friend) – 2'49

## Medverkande
- Svend Asmussen – violin
- Mads Vinding – bas
- Aage Tanggaard – trummor
- Ulf Wakenius – gitarr